# Ascidia aspera
Ascidia aspera är en sjöpungsart som beskrevs av Enrico Adelelmo Brunetti 2007. Ascidia aspera ingår i släktet Ascidia och familjen Ascidiidae. Inga underarter finns listade i Catalogue of Life.